# Cephas & Wiggins
Cephas & Wiggins — американский блюзовый дуэт, сформированный в 1977 году. Лауреат Blues Music Awards в номинации «Артист года» (1987), «Альбом традиционного блюза» (1990), номинант в категории «Альбом традиционного блюза» (2000), «Исполнитель акустического блюза» (1995, 1996, 2000, 2001, 2003, 2007), «Альбом акустического блюза» (1997, 2001, 2003, 2007). Участник группы Фил Уиггинс кроме того номинант в категории «Блюзовый инструменталист — иной» (1987). Одни из самых ярких представителей пидмонт-блюза.

## История
Впервые гитарист Джон Сефас и харпер Фил Уиггинс встретились во время джема в ходе Smithsonian’s Festival of American Folklife 1976 года, где они выступали вместе с группой Уилберта «Биг Чиф» Эллиса. После его смерти в 1977 году, музыканты решили выступать дуэтом.
Гитарист дуэта Джон Сефас родился 4 сентября 1930 года в пригороде Вашингтона Фогги-Боттом. Его отец был баптистским священником, и он начал петь в церкви. У отца была гитара, и Джон начал понемногу её осваивать. На него особенно повлияли Блайнд Бой Фуллер, Преподобный Гари Дэвис и Блайнд Лемон Джефферсон. Позднее Джон Сефас жил в Боулинг-Грин в Виргинии, где его двоюродный брат Дэвид Таллиаферро, один из лучших гитаристов в округе Кэролайн, помог ему отточить свою игру и научил его пидмонт-стилю игры пальцами, который по словам Сифаса включает в себя «попеременную игру большим и указательным пальцами, при которой я сохраняю постоянную басовую линию большим пальцем. Я подбираю мелодию или слова, которые пою, одновременно пальцами на высоких струнах». Затем его начали приглашать на танцы и вечеринки, где он выступал под псевдонимом «Боулинг Грин Джон» и где в 1970-х его игру услышал баррелхаус-пианист Биг Чиф Эллис, который предложил Сефасу играть с ним профессионально. До начала 1980-х годов Сефас зарабатывал на жизнь работая плотником и рыбаком, играя музыку и выступая лишь в свободное время. С момента основания дуэта он начал профессионально зарабатывать музыкой, иногда преподавая и проводя семинары. В 1989 году Джон получил премию National Heritage Fellowship Award. Также работал в Исполнительном комитете Национального совета по традиционным искусствам и был основателем Общества блюза Вашингтона. Умер 4 марта 2009 года от фиброза лёгких.
Харпер Фил Уиггинс родился 8 мая 1954 года в Вашингтоне. С 1965 года, пока его отчим служил в армии, жил в Германии. В 1969 году семья вернулась в США, и обосновалась в Северной Вирджинии. Там Фил Уиггинс начал осваивать губную гармонику. У него была возможность играть с Флорой Молтон, гитаристкой, уже долгое время известной, как уличный музыкант Вашингтоне, с которой Фил познакомился и которой восхищался много лет назад. Первое крупное выступление состоялось на Smithsonian’s Festival of American Folklife с Флорой Молтон ещё когда он был школьником. Работая в команде фестиваля, он познакомился со многими музыкантами, играл на сцене с такими звёздами как Джонни Шайнс, Санниленд Слим, Сэм Чэтмон и в конечном итоге попав в группу «Биг Чиф» Эллиса, где его коллеги по группе были старше его на четверть века. После смерти Джона Сефаса в 2009 году продолжал выступать с разными музыкантами, а также был лидером группы The Chesapeake Sheiks. Кроме того, он обучал начинающих музыкантов и был художественным руководителем в колледже. В 2017 году Фил Уиггинс получил свою собственную премию National Heritage Fellowship от Национального фонда искусств. Умер от рака 7 мая 2024 года в Такоме. Он играл на диатонической губной гармонике, обхватив инструмент обеими руками и играя только чисто акустически — он не использовал микрофон или усилители во время исполнения. Его игра отличалась сложными синкопированными рисунками, контролем дыхания и ритмом, стилистической виртуозностью и зажигательными сольными партиями.
В 1981 году дуэт отправился на гастроли в Европу, где записал свои первые два альбома на немецком лейбле L+R. Большую часть 1980-х годов дуэт провёл на гастролях за границей, играя в Европе, Африке, Центральной и Южной Америке, Китае, Австралии и Новой Зеландии. В 1988 году они были одними из первых американцев, выступивших на Русском фольклорном фестивале в Москве и в Киеве. Первый альбом в США Dog Days of August они выпустили в 1986 году и в 1987 году были признаны Артистом года Blues Music Awards. В дальнейшем группа продолжала активную карьеру, регулярно выпуская альбомы, получавшие признание у критиков и публики. Так, об альбоме 2002 года Somebody Told the Truth Washington Post писала: «Cephas & Wiggins — гиганты, сплетающие губную гармошку Уиггинса с голосом и гитарой Сефаса так плавно, что один разум кажется управляет и ртом, и всеми четырьмя руками»
В 1997 году дуэт выступал на вечеринке в честь инаугурации президента Билла Клинтона.
Последнее выступление дуэта состоялось в ноябре 2008 года в Эшленде, штат Вирджиния. Со смертью Джона Сефаса в 2009 году дуэт прекратил существование.
Журнал DownBeat писал о дуэте «Насыщенное баритональное пение Сефаса и его сложная, изысканная игра пальцами в стиле регтайм идеально сочетаются с кантри-блюзовым стилем игры на губной гармошке Уиггинса».
Living Blues описывал творчество группы как «Неудержимый акустический фолк-блюз…быстрая, порхающая гармоника и живая, ритмичная гитара с перебором. Захватывающий, завораживающий и трогательный…ловкая игра пальцами и жалобная работа гармошки».
«Они — воплощение высшей точки весёлого упоительного блюзового стиля, эссенция самой сути непритязательного домашнего пения»
«Джон Сефас был мастером игры на гитаре в стиле пидмонт-блюза и пел мягким баритоном. Фил подыгрывал ему и вступал в яркие соло на губной гармошке между куплетами, часто привлекая пристальное внимание публики».

## Дискография

### Альбомы
- Living Country Blues USA, vol. 1, (L+R, 1981)
- Sweet Bitter Blues, (L+R, 1984, перевыпущен Evidence Music, 1994)
- Let It Roll: Bowling Green, (Marimac Recordings, 1985)
- Dog Days of August, (Flying Fish Records, 1986)
- Guitar Man, (Flying Fish, 1987)
- Walking Blues, (Marimac, 1988)
- Flip, Flop & Fly, (Flying Fish, 1992)
- Bluesmen, (Chesky Records, 1993)
- Cool Down, (Alligator Records, 1996)
- Homemade, (Alligator, 1999)
- Somebody Told the Truth, (Alligator, 2002)
- Shoulder to Shoulder, (Alligator, 2006)
- Richmond Blues, (Smithsonian Folkways, 2008)

### Сборники
- Goin' down the Road Feelin' Bad, 1998 (Evidence)
- From Richmond to Atlanta, 2000 (Rounder Records)